# Oratorio di Santa Caterina (Cervo)
L'ex oratorio di santa Caterina d'Alessandria è stato un luogo di culto cattolico situato nel comune di Cervo, in via Multedo, in provincia di Imperia.
Oggi la chiesa, in stile architettonico romanico, ma con un portale occidentale già gotico, dopo essere stata sconsacrata, viene utilizzata dall'ente comunale o da associazioni locali come sede per mostre e concerti musicali.

## Storia e descrizione

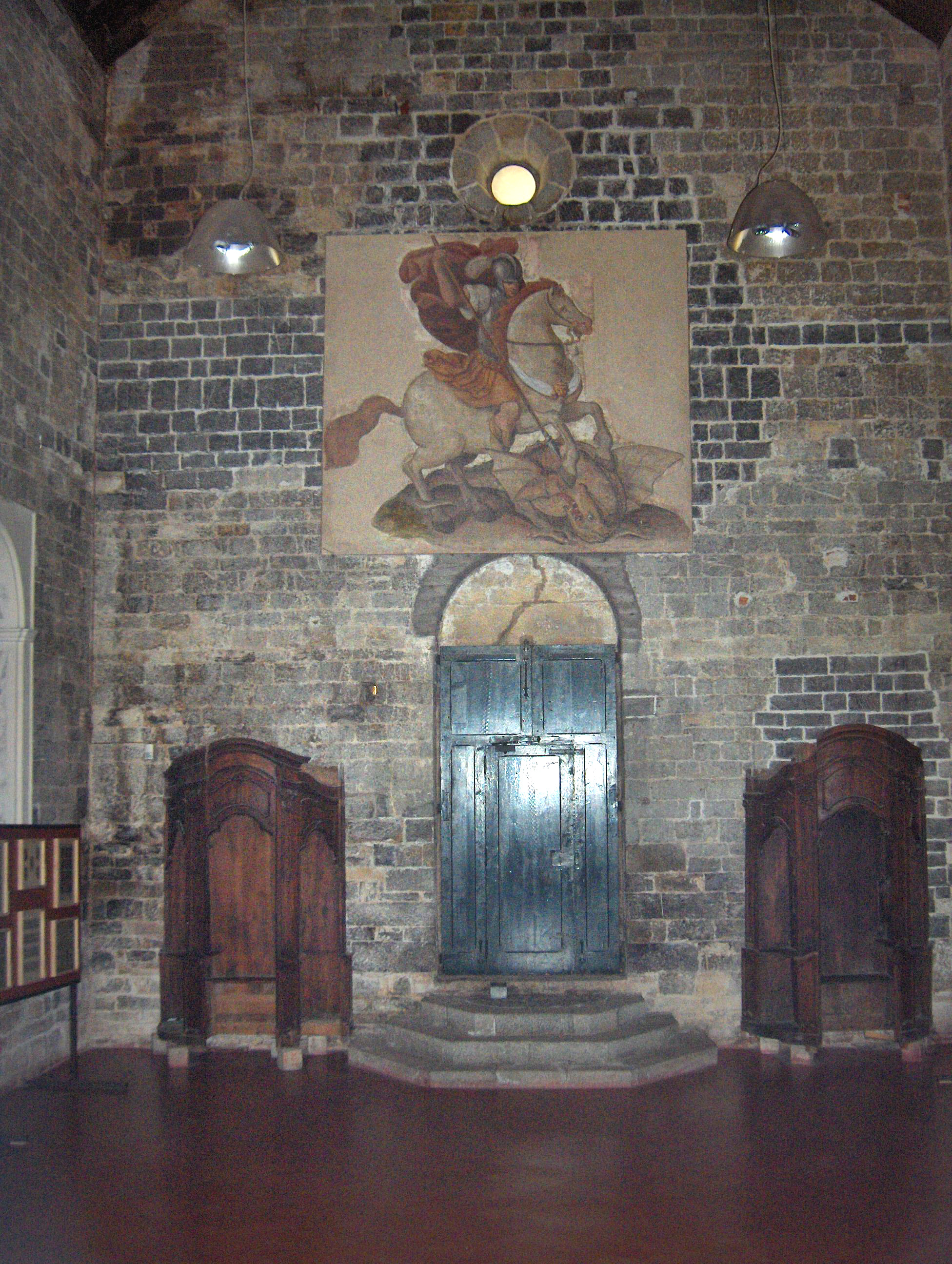
L'affresco di San Giorgio che uccide il drago

L'oratorio venne eretto nel corso del XIII secolo su iniziativa dei Cavalieri Ospitalieri. Dopo la creazione di una nuova comunità parrocchiale per i borghi di San Bartolomeo al Mare, e quindi la separazione dalla matrice chiesa parrocchiale di San Giorgio di Cappadocia (l'attuale chiesa di San Nicola da Tolentino), nel 1505 gli abitanti di Cervo scelsero questo luogo di culto romanico quale nuova sede della parrocchia.
È in questo periodo che andrebbero quindi ricercati i nuovi interventi che la comunità predispose alla struttura per adeguare l'impianto duecentesco alle nuove esigenze: furono aperte nuove cappelle laterali, in particolare nella zona a sinistra dell'oratorio, poi demolite nel corso del XIX secolo; venne nascosta l'originale copertura in travatura sagomata a vista in favore di una nuova fitta volta con le decorazioni affrescate della Vergine Maria, san Giovanni Battista e san Giorgio; ampi finestroni vengono ricavati dopo la trasformazione di alcune monofore sul lato destro; la realizzazione di un nuovo altare marmoreo, in sostituzione del precedente, forse ligneo; l'intera intonacatura delle pareti con la conseguente copertura della pietra a vista.
Successivi e moderni interventi di recupero e di ripristino hanno permesso all'oratorio di Santa Caterina di tornare allo stile e alle forme architettoniche romaniche, cancellando ogni rivisitazione operata nel XVI secolo. L'attuale struttura si presenta con una costruzione ad unica navata in pietra da taglio, con annessa cappella laterale. L'annesso campanile è databile al XVII secolo.
Al suo interno custodisce, tuttavia, alcuni cicli di affreschi del Cinquecento, tra i quali uno raffigurante San Giorgio che uccide il drago posto all'ingresso dell'ex oratorio.